# Drinking Alone
Drinking Alone — песня американской кантри-певицы Кэрри Андервуд с её 6-го студийного альбома Cry Pretty, вышедшая в качестве его четвёртого сингла в ноябре 2019 года на лейбле Capitol Records Nashville.
Песню написали Андервуд, сопродюсер Дэвид Гарсия и Бретт Джеймс.

## История
Написанная Андервуд, сопродюсером Дэвидом Гарсиа и Бреттом Джеймсом, песня сосредоточена вокруг встречи в баре между женщиной и мужчиной после того, как все их отношения только что закончились. Поскольку песня была написана от первого лица, Андервуд была непреклонна в том, что персонажи в песне не будут встречаться лишь на одну ночь, а вместо этого пьют в баре.

## Отзывы
Сингл «Drinking Alone» получил в основном положительные отзывы. Taste of Country положительно оценил песню, сказав: «Новый сингл Андервуд приносит с собой утончённую зрелость, которая важна для её музыкального развития. Этот четвёртый сингл с альбома Cry Pretty — её самая правдоподобная и интересная картина на сегодняшний день». Они завершили обзор, сказав: «Лирика Андервуд, Бретта Джеймса и Дэвида Гарсиа — это не боп, поэтому она не должна звучать так же. Это такая же динамичная аранжировка, как и песня, и оба творчески расширяют её, чем любой её сингл с тех пор, как она появилась на телевидении в 2005 году».
После обзора альбома в издании Consequence of Sound отметили «Drinking Alone» как лучшую песню на диске, заявив, что «её голос несёт боль, тоску и отвращение к себе», и упомянули эту песню вместе с «Love Wins» и «The Bullet» как основные треки на альбоме.

## Награды и номинации

### CMT Music Awards
| Год  | Номинируемая работа | Категория                | Результат |
| ---- | ------------------- | ------------------------ | --------- |
| 2020 | «Drinking Alone»    | Video of the Year        | Победа    |
| 2020 | «Drinking Alone»    | Female Video of the Year | Победа    |

## Коммерческий успех
В США «Drinking Alone» дебютировал под номером 50 в чарте Billboard Country Airplay и под номером 49 в чарте Hot Country Songs за неделю, закончившуюся 16 ноября 2019 года. Он занял 11-е и 17-е места в каждом чарте соответственно, став лишь вторым синглом в её карьере, который не попал в первую десятку в обоих чартах, а другим стал «Love Wins», второй сингл альбома. В Billboard Hot 100 он занял 74 строчку.
К июлю 2020 года сингл «Drinking Alone» получил золотую сертификацию американской ассоциации RIAA.

## Музыкальное видео
Официальный видеоклип для песни был выпущен 20 ноября 2019 года. Режиссёром видео выступил Рэнди Сент-Николас The actor in the video is Jared Koronkiewicz.. Андервуд выиграла две награды CMT Music Awards за своё видео в октябре 2020 года.

## Концертные исполнения
Песня была исполнена Андервуд во время её концертного тура Cry Pretty Tour 360. Андервуд представила дебютное телевизионное исполнение песни на 53-й ежегодной церемонии вручения награды ассоциации кантри-музыки в Нэшвилле. Она дала акустическое исполнение песни из своего дома для телевизионного специального выпуска ACM Presents: Our Country. В апреле 2020 года она дала ещё одно акустическое исполнение песни в программе The Highway «Stagecouch Weekend» радиостанции Sirius XM в связи с переносом фестиваля кантри-музыки Stagecoach Festival на октябрь.

## Чарты
| Чарт (2019—2020)                  | Высшая позиция |
| --------------------------------- | -------------- |
| Австралия Country Hot 50 (TMN)    | 14             |
| Канада (Billboard Country)        | 30             |
| США (Billboard Hot 100)           | 74             |
| США (Billboard Country Airplay)   | 11             |
| США (Billboard Hot Country Songs) | 17             |

| Чарт (2019)                        | Позиция |
| ---------------------------------- | ------- |
| США (Country Airplay, Billboard)   | 56      |
| США (Hot Country Songs, Billboard) | 66      |

## Сертификации
| Регион                                                                      | Сертификация | Продажи |
| --------------------------------------------------------------------------- | ------------ | ------- |
| США (RIAA)                                                                  | Золотой      | 500,000 |
| Данные о продажах + прослушиваниях приведены только на основе сертификации. |              |         |